# Ness County
Ness County is een county in de Amerikaanse staat Kansas.
De county heeft een landoppervlakte van 2.784 km² en telt 3.454 inwoners (volkstelling 2000). De hoofdplaats is Ness City.